# قانون هوش مصنوعی
قانون هوش مصنوعی (قانون AI) از مقررات پیشنهادی اتحادیه اروپا است. پیشنهادشده توسط کمیسیون اروپا در ۲۱ آوریل ۲۰۲۱، هدف آن معرفی یک چارچوب قانونی و نظارتی مشترک برای هوش مصنوعی است. دامنه آن همه بخش‌ها (به جز نظامی) و انواع هوش مصنوعی را در بر می‌گیرد. به‌عنوان بخشی از مقررات محصول، حقوقی را برای افراد اعطا نمی‌کند، اما ارائه دهندگان سیستم‌های هوش مصنوعی و نهادهایی را که از آنها در یک ظرفیت حرفه‌ای استفاده می‌کنند، تنظیم می‌کند.
قانون پیشنهادی هوش مصنوعی اتحادیه اروپا با هدف طبقه‌بندی و تنظیم برنامه‌های کاربردی هوش مصنوعی بر اساس خطر ایجاد آسیب است. این طبقه‌بندی در درجه نخست به سه دسته تقسیم می‌شود: روش‌های ممنوعه، سیستم‌های پرخطر و دیگر سیستم‌های هوش مصنوعی.
روش‌های ممنوعه آن‌هایی هستند که از هوش مصنوعی برای ایجاد دستکاری پنهان یا سوءاستفاده از آسیب‌پذیری‌های افراد استفاده می‌کنند که ممکن است منجر به آسیب جسمی یا روانی شود، استفاده بی‌رویه از شناسایی بیومتریک از راه دور در زمان واقعی در فضاهای عمومی برای اجرای قانون، یا استفاده از «نمره‌های اجتماعی» مشتق از هوش مصنوعی. توسط مقامات برای آسیب رساندن ناعادلانه به افراد یا گروه‌ها. قانون به‌طور کامل دومی را ممنوع می‌کند، درحالی‌که یک رژیم مجوز برای سه مورد نخست در زمینه اجرای قانون پیشنهاد شده‌است.
سیستم‌های پرخطر، طبق قانون، آن‌هایی هستند که سلامت، ایمنی یا حقوق اساسی افراد را تهدید می‌کنند. آنها نیاز به ارزیابی انطباق اجباری دارند که به عنوان خودارزیابی توسط ارائه دهنده پیش از راه‌اندازی در بازار انجام می‌شود. به ویژه برنامه‌های کاربردی حیاتی، مانند برنامه‌های مربوط به دستگاه‌های پزشکی، نیاز دارند که خودارزیابی ارائه‌دهنده طبق الزامات قانون هوش مصنوعی توسط سازمانی که ارزیابی را بر اساس مقررات اتحادیه اروپا انجام می‌دهد، مانند مقررات تجهیزات پزشکی، در نظر گرفته شود.
سیستم‌های هوش مصنوعی خارج از دسته‌های بالا مشمول هیچ مقرراتی نیستند، و کشورهای عضو تا حد زیادی از تنظیم بیشتر آنها از طریق حداکثر هماهنگی جلوگیری می‌کنند. قوانین ملی موجود مربوط به طراحی یا استفاده از چنین سیستم‌هایی اعمال نمی‌شود. با این حال، یک کد رفتار داوطلبانه برای چنین سیستم‌هایی در نظر گرفته شده‌است، البته نه از ابتدا.
این قانون همچنین پیشنهاد می‌کند که یک هیئت هوش مصنوعی اروپایی برای ارتقای همکاری ملی و اطمینان از انطباق با مقررات معرفی شود.
جریمه‌های نقض قانون هوش مصنوعی به عنوان درصدی از گردش مالی سالانه شرکت متخلف در سال مالی قبل یا مبلغی از پیش تعیین شده، مشخص می شود که بالاتر است. شرکت‌های کوچک و متوسط و استارت آپ ها تابع جرایم متناسب به خود هستند. 
مانند مقررات عمومی حفاظت از داده‌های اتحادیه اروپا، قانون هوش مصنوعی می‌تواند به یک استاندارد جهانی تبدیل شود. در حال حاضر تأثیری فراتر از اروپا دارد. در سپتامبر ۲۰۲۱، کنگره برزیل لایحه‌ای را تصویب کرد که یک چارچوب قانونی برای هوش مصنوعی ایجاد می‌کند. شورای اروپا رویکرد کلی خود را در مورد قانون هوش مصنوعی در ۶ دسامبر ۲۰۲۲ تصویب کرد. آلمان از موضع شورا حمایت می‌کند، اما همچنان نیاز به بهبود بیشتر را همان‌طور که در بیانیه ضمیمه توسط کشور عضو فرموله شده‌است، می‌بیند. از جمله اقداماتی که احتمالاً پیشنهاد می‌شود این است که توسعه‌دهندگان هوش مصنوعی برای محصولاتی مانند چت‌جی‌پی‌تی Open AI اعلام کنند که آیا از مطالب دارای حق چاپ برای آموزش فناوری آنها استفاده شده‌است یا خیر.

## اجرا
این قانون ورود به بازار داخلی اتحادیه اروپا را تنظیم می‌کند. تا این حد از چارچوب قانونی جدید استفاده می‌کند که می‌توان آن را به رویکرد جدید که به سال ۱۹۸۵ بازمی‌گردد، ردیابی کرد. نحوه کار به شرح زیر است: قانونگذار اتحادیه اروپا قانون هوش مصنوعی را ایجاد می‌کند، این قانون حاوی مهم‌ترین مقرراتی است که همه سیستم‌های هوش مصنوعی که خواهان دسترسی به بازار داخلی اتحادیه اروپا هستند باید از آنها پیروی کنند. به این الزامات «نیازهای ضروری» می‌گویند. تحت چارچوب قانونی جدید، این الزامات ضروری به سازمان‌های استاندارد اروپایی منتقل می‌شود که استانداردهای فنی را تهیه می‌کنند که الزامات اساسی را بیشتر مشخص می‌کند.
همان‌طور که در بالا ذکر شد، این قانون از کشورهای عضو می‌خواهد که نهادهای اطلاع‌رسانی خود را ایجاد کنند. برای بررسی اینکه آیا سیستم‌های هوش مصنوعی واقعاً مطابق با استانداردهای تعیین شده در ارزیابی انطباق AI-Act هستند یا خیر، انجام می‌شود. این ارزیابی انطباق یا از طریق خود ارزیابی انجام می‌شود، به این معنی که ارائه‌دهنده سیستم هوش مصنوعی خود انطباق را بررسی می‌کند، یا این کار از طریق ارزیابی انطباق شخص ثالث انجام می‌شود که به این معنی است که سازمان اعلام کننده ارزیابی را انجام خواهد داد. نهادهای اخطار دهنده امکان انجام ممیزی را برای بررسی اینکه آیا ارزیابی انطباق به درستی انجام شده‌است را حفظ می‌کنند.
بر اساس پیشنهاد فعلی، به نظر می‌رسد که بسیاری از سیستم‌های هوش مصنوعی پرخطر نیازی به ارزیابی انطباق شخص ثالث ندارند که توسط برخی مورد انتقاد قرار می‌گیرد. این انتقادات بر این واقعیت استوار است که سیستم‌های هوش مصنوعی پرخطر باید توسط یک شخص ثالث مستقل ارزیابی شوند تا ایمنی کامل آن تضمین شود.